# Kostel svatého Jiljí (Teplá)
Děkanský kostel svatého Jiljí v Teplé je farní kostel, postavený v letech 1762–1765 tepelským stavitel Wenzlem Hausmannem. Kostel je chráněn jako kulturní památka.

## Historie
Na místě dnešního kostela je zmiňován kostel již v roce 1384. Ten byl přestavěn v letech 1667–1694. Nový kostel zachovává dispozici původního. Výstavba nového kostela proběhla v letech 1762–1765. Kostel byl poškozen požárem v roce 1794. Ambity byly vystavěny v letech 1808–1838. V letech 1850–1853 proběhla oprava, během které byla dokončena věž. V roce 1896 byly opraveny fresky.

## Popis

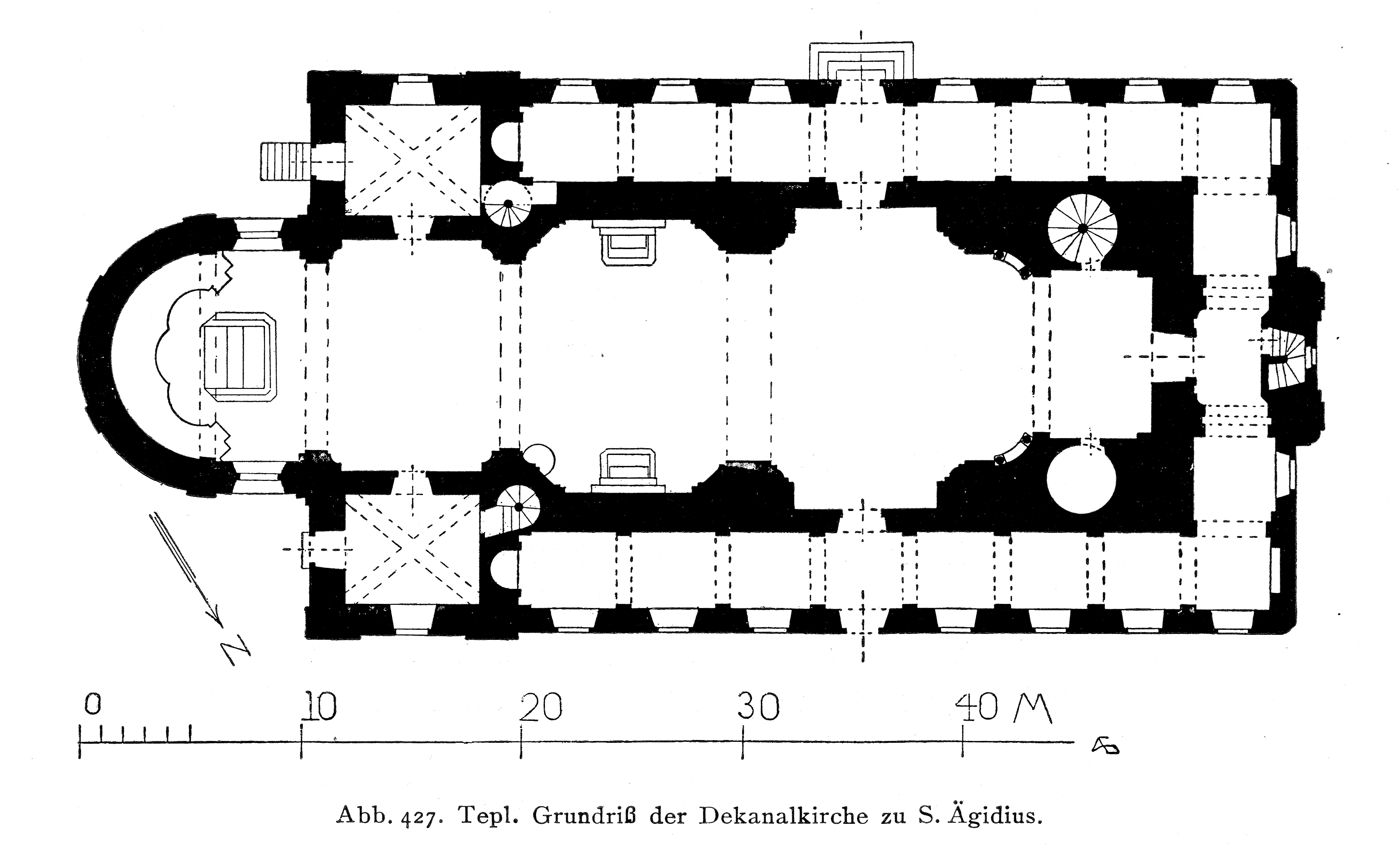
Půdorys kostela

Kostel je jednolodní a má polokruhově ukončený presbytář. Po straně přiléhají sakristie, na něž navazují nízké ambity. Střecha lodi je valbová, ambity jsou zastřešeny pultovou střechou. Průčelí jsou členěna lizénami. Nástropní malby s výjevy ze života svatého Jiljí jsou dílem Elliase Dollhopffa z roku 1765. Fresky svaté Cecílie, krále Davida a trůnící Madony vypracoval A. Waller v roce 1896.